# لا خورنادا
لا خورنادا (La Jornada، روز کار) یکی از روزنامه‌های پیشرو مکزیکوسیتی به‌شمار می‌رود. این روزنامه در ۱۹۸۴ توسط کارلوس پایان ولور تأسیس شد. سردبیر کنونی آن کارمن لیرا ساعد است. لاخورنادا در هشت ایالت جمهوری مکزیک به منتشر می‌شود که عبارت است از:
آگوئاسکالینتس، گررو، خالیسکو، وراکروز، ایالت مورلوس، سن لوئیس پوتوسی، پوئبلا و میچوآکان (لاخورنادا دی اورینت)
شمارگان این روزنامه در مکزیکوسیتی تقریباً ۲۸۷۰۰۰ نسخه است و به گفتهٔ وب‌سایت روزانه، تقریباً ۱۸۰۰۰۰ بازدید روزانه از از سایت این روزنامه صورت می‌گیرد.
نسخه آنلاین این روزنامه که از سال ۱۹۹۵ راه‌اندازی شده به همراه بایگانی‌های تاریخی این روزنامه بدون محدودیت در جستجوی گوگل قابل دسترسی است. مدیریت این وب سایت برعهده دانشگاه مستقل ملی مکزیک (UNAM) است.

## مشارکت‌کنندگان
بسیاری از مقاله‌های این روزنامه توسط آکادمیست‌های دانشگاه مستقل ملی مکزیک یا کالج مکزیک نگارش می‌شوند:
- خولیو هرناندز لوپز
- خوزه استینسلگر
- زیمنا بدرگال (سردبیر تریپل خورنادا)[۳]
- ادواردو گالیانو (نویسنده سابق)
- میگل آنگل ریورا
- کارلوس فرناندز -وگا
- آلفردو خلیف رام
- خولیو بولتوینیک کالینکا
- مارلین سانتوز
- پاتریسیا پنالوزا
- ماریو دی کوستانزو
- گوستاوو ایروگاس
- ایوان رسترپو
- آنتونی هلگورا
- آرنولدو کاروس
- انریک گالوان اوچوا
- کارلوس فازیو
- گوستاو استوا
- لئون بندسکی
- النا پونیاتوسکا
- هرمان بلینگاوسن
- خوزه کوئلی
- لئوناردو گارسیا تسائو
- ماریو بندتی
- کارلوس مونسیویس
- خوان مارتینز آلیر
- خوان ساکس فرناندز
- آبراهام نانسیو لیمون
- ورونیکا مورگویا از ۲۰۰۰ ستون‌نویس دوهفته یکبار، «لاس رایاس دلا سبرا» است.[۴]

افرادی که گاهی کار ترجمه و ویراستاری را انجام می‌دهند، عبارتند از:
رابرت فیسک، نوآم چامسکی، جیمز پتراس، هوارد زین، گرگ پالاست. همچنین فیدل کاسترو نیز به‌طور مکرر به عنوان نویسنده با این روزنامه همکاری داشت.

## بخش‌ها و مکمل‌ها
- علوم
- سینما
- شهر
- فرهنگ
- اقتصاد
- سرمقاله
- حالت
- خط مشی
- مشاعره
- روز دوگانه
- روز میدان
- سفر میانه
- روز هفتگی

## استقبال
نوآم چامسکی در مورد روزنامه لاخورنادا گفته‌است: «این روزنامه شاید تنها روزنامه واقعی مستقل در نیمکره است.»

## خواندنی‌ها
- الا مک فرسون (2012). "Spot News Versus Reportage: Newspaper Models, the Distribution of Newsroom Credibility, and Implications for Democratic Journalism in Mexico". روزنامه بین‌المللی ارتباطات. 6.